# Chrysops coloradensis
Chrysops coloradensis är en tvåvingeart som beskrevs av Jacques-Marie-Frangile Bigot 1892. Chrysops coloradensis ingår i släktet Chrysops och familjen bromsar. Inga underarter finns listade i Catalogue of Life.